# Ticușu (gmina)
Ticușu – gmina w Rumunii, w okręgu Braszów. Obejmuje miejscowości Cobor i Ticușu Vechi. W 2011 roku liczyła 908 mieszkańców. 